# 황해나
해나(Hannah, 1994년 12월 6일 ~ )는 대한민국의 아이돌 그룹 가수 케이걸즈의 멤버이다. 2013년 미스코리아 LA 진(眞) 출신이다.

## 프로필
- 출생: 1994년 12월 6일
- 신체: 171.8cm, 57.1kg, 34-25-36
- 학력: 캘리포니아 대학교 리버사이드 Language and humanities, 한국예술종합학교 전통예술원 연희과
- 수상: 2013년 미스코리아 탤런트상, 2013년 미스코리아 LA 진(眞)
- 취미: 춤, 노래
- 특기: 한국무용, 힙합